# Набережник палеарктичний
Набережник палеарктичний, перевізник (Actitis hypoleucos) — невеликий птах родини баранцевих. В Україні гніздовий, перелітний птах.

## Морфологічні ознаки

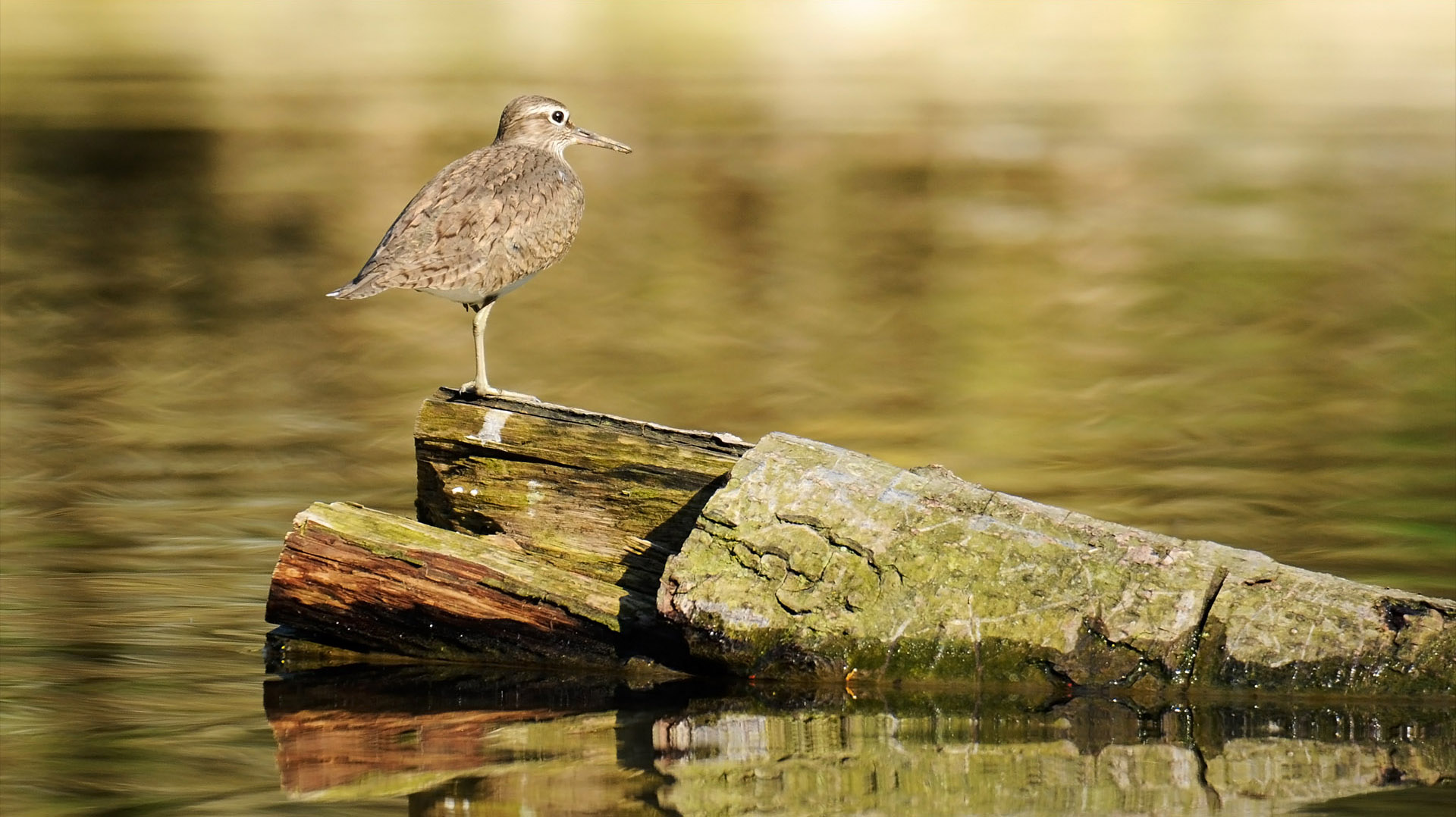
Набережник на озері Біґґе (Німеччина)

Кулик невеликого розміру: маса тіла 40—75 г, довжина тіла 19—22 см, розмах крил 30—36 см. Дорослий птах у шлюбному вбранні зверху жовтувато-бурий, з темно-бурими рисками та смужками; «брови» білуваті; вузька смуга, яка проходить через око, темно-бура; шия і воло світло-бурі, з темними рисками; решта низу біла; зверху вздовж основи темно-бурих махових пер проходить біла смуга, яка помітна лише в польоті; верхівка другорядних махових пер біла; хвіст жовтувато-бурий, по краях білий, з темними поперечними смужками; дзьоб бурий, на кінці чорний; ноги оливкові. У позашлюбному вбранні має сіріше забарвлення. Молодий птах схожий на дорослого у позашлюбному оперенні, але пера верху зі світлою верхівкою.

## Поширення та місця існування
У період з квітня до жовтня набережник проводить в різних регіонах Європи, за виключенням Ісландії. Зимує він в широтах від південного Середземномор'я до Південної Африки.
В Україні гніздиться майже на всій території, крім високогір'я та більшої частини степової смуги; мігрує скрізь.
Улюбленими місцями існування слугують береги великих і малих річок, озер, водосховищ та ставків, піщані, кам'янисті або мулисті обмілини, відкриті сухі острови з невисокою розрідженою рослинністю.

### Чисельність
Він широко поширений, і тому класифікується як найменш загрозливий вид в Червоному списку МСОП, однак вважається вразливим видом в деяких штатах Австралії. Палеарктичний набережник є одним з видів, до яких застосовується Угода AEWA.
Чисельність у світі оцінюють у 2,6—3,2 млн особин; в Європі — 0,72—1,6 млн пар, в Україні — 5,5—8,3 тис. пар. У цілому популяція скорочується.

## Поведінка та екологія

### Гніздування

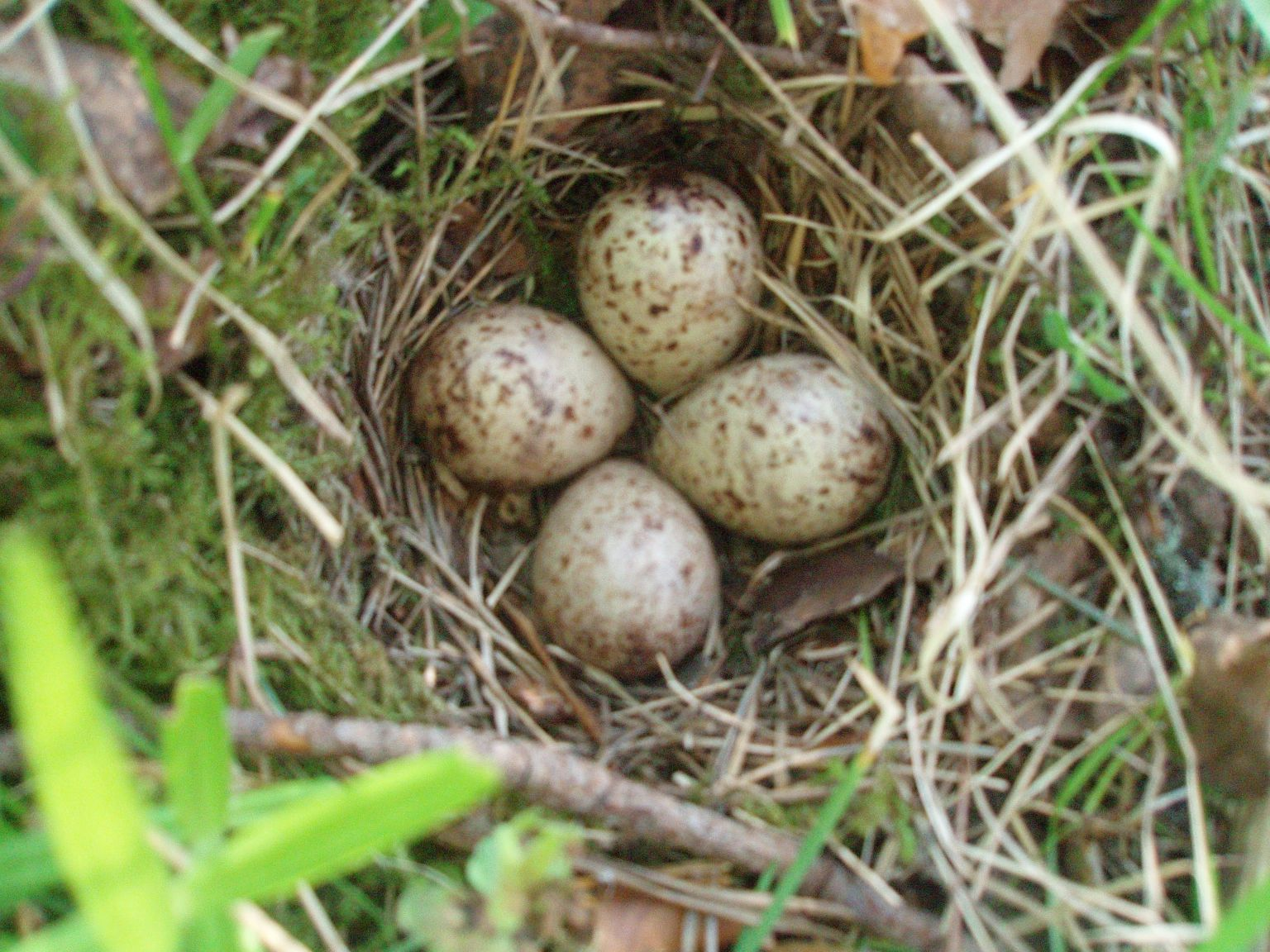
Гніздо набережника з повною кладкою

Гніздиться набережник поодинокими парами, переважно в сухих місцях, іноді серед річкових наносів, але частіше під прикриттям рослинності, як правило на невеликій відстані від води. Охоче оселяється на плоских острівцях та порослих скупою рослинністю обмілинах; не уникає також урвистих берегів.
Гніздо розміщується на землі при основі деревця, куртини трави, під переплетеними гілками сланких кущів, під прикриттям широкого листя прибережних рослин або просто серед лучного різнотрав'я, іноді на краю лісу. Гніздо являє собою ямку, вистелену сухими травинками, листям, дрібними корінцями. Зверху воно, як правило, замасковане навколишньою рослинністю.
Повна кладка зазвичай містить 4 яйця грушоподібної форми. Дуже рідко можна зустріти кладки, що складаються з 3 або 5 яєць. Основний фон яєць червонувато- або глинисто- або жовтий, сірувато-білий або блідо-синювато-сірий. Забарвлення поверхневих плям варіює від світло- до червоно- і темно-коричневого кольору. Ці плями, іноді концентруються біля тупого кінця, утворюючи шапочку. Забарвлення глибоких плям також змінюється від світло- або фіолетово-сірого до бурувато-фіолетового.
Період гніздування розтягнутий, свіжі кладки можна зустріти протягом усього травня та на початку червня. Насиджування триває від 20 до 23 діб. Протягом року один виводок. При загибелі кладки буває повторна.

### Живлення
Набережник живиться комахами та павуками. Нерідко здобуває дрібних ракоподібних та молюсків, яких підбирає на мілководді.